# Jean-François Bimont
Œuvres principales
Manuel des tapissiers (1766)
Principes de l'art du tapissier (1770, rééd. 1774)
Jean-François Bimont (Gonesse, 5 mars 1717 - Paris, 21 février 1799) est un maître et marchand tapissier parisien, auteur des premiers ouvrages techniques sur sa profession.

## Biographie
Son père François († av. 1747) est un maître chandelier parisien installé à Gonesse, bourg d'origine de sa mère Jeanne Destors († 1769), apparentée à une importante dynastie de boulangers forains de Gonesse documentée de la fin du XVIIe siècle au milieu du XIXe siècle. Par acte du 27 septembre 1731, Bimont entre en apprentissage pour six années chez Daniel-François Thurin, un maître tapissier installé rue de la Truanderie à Paris. Il fait enregistrer  ses lettres de maîtrise de tapissier au Châtelet de Paris le 7 février 1749. Il s'établit dans les quartiers Saint-Denis et Saint-Marin, où il est mentionné à dix adresses différentes jusqu'à son décès.
Soucieux sa vie durant de la transmission de son savoir (il forme continuellement des apprentis pendant près de vingt ans), il publie le "Manuel des tapissiers" en 1766, puis les "Principes de l'art du tapissier" en 1770, réédité en 1774 avec des planches gravées dont il est l'auteur.